# Craneosinostosis
La craneosinostosis es una afección en la que se produce la osificación y fusión prematuras de una o más de las suturas fibrosas  que separan los huesos del cráneo de un bebé, alterando los patrones de crecimiento del cráneo.
Al poder expandirse perpendicularmente, el crecimiento del cráneo es compensado expandiéndose en la dirección paralela a las suturas cerradas. En algunos casos el resultado provee espacio suficiente para el crecimiento normal del cerebro, pero resulta en una forma anormal de la cabeza. En casos donde la compensación no provee suficiente espacio para el cerebro en crecimiento, la craneosinostosis resulta en un aumento de la presión intracraneal  que puede dar por resultados impedimentos visuales, trastornos del sueño, dificultades en la alimentación, y desórdenes en el desarrollo cognitivos acompañados por una disminución del cociente intelectual.
La craneosinostosis tiene una prevalencia de 1 de cada 2,000 nacimientos vivos. Existen dos variantes principales de la patología: la craneosinostosis no sindrómica, y la craneosinostosis sindrómica.  La craneosinostosis no sindrómica es la más frecuente, no es hereditaria y no se presenta acompañada de otras anomalías. La causas no son del todo entendidas. Recientemente se ha identificado una asociación entre el uso de ciertos medicamentos durante el embarazo y un incremento en el riesgo de craneosinostosis no sindrómica.
La craneosinostosis sindrómica se presenta acompañada de otras anomalías, es hereditaria y tiene origen en  enfermedades genéticas tales como el síndrome de Apert, Cruouzon, y Pfeiffer.

## Epidemiología
Las craneosinostosis se deben al cierre prematuro de las suturas del cráneo, es un defecto común y ocurre en uno de cada 2000 recién nacidos con el doble de frecuencia en las niñas. Puede presentarse en forma sindrómica o no; puede ser unisutural o multisutural. Hay diversos tipos: la escafocefalia o cierre de sutura sagital, la plagiocefalia o cierre de sutura coronal unilateral, la trigonocefalia o cierre de sutura metópica, la braquicefalia se da por cierre de sutura coronal bilateral, la sinostosis lamdoidea y la oxicefalia no es frecuente verla sin asociación a otras anomalías del recién nacido.

## Etiología
Las causas de la craneosinostosis permanecen aún desconocidas. Se sabe que su origen es principalmente genético y ya se han identificado algunos genes que causan este síndrome. Algunos trastornos genéticos comúnmente asociados con craneosinostosis abarcan los síndromes de Crouzon, Muenke, Apert, Carpenter, Sakati-Nyhan-Tisdale, Saethre-Chotzen y Pfeiffer.
A pesar del notorio componente genético, la mayoría de los casos de craneosinostosis ocurren en familias sin antecedentes de la enfermedad y los niños que la padecen, tienden a ser sanos con una inteligencia normal.
Probablemente la craneosinostosis es un trastorno multifactorial. Algunos casos, especialmente los que forman parte de un síndrome craneofacial, pueden ser secundarios a una base anormal del cráneo. En estos pacientes podrían transmitirse fuerzas anormales de la base del cráneo a la sutura afectada a través de alguna estructura ligamentosa. Otros casos, una minoría, pueden ser a consecuencia de una posición anormal durante la vida uterina o a una disminución de las fuerzas de crecimiento intrínsecas, como la microcefalia.

## Patología
En el desarrollo normal los huesos del cráneo se unen entre el primer y el tercer año de vida, en los pacientes afectos de craneosinostosis algunas de las suturas ya se han cerrado al nacer.
El cierre prematuro de una sutura craneal origina una limitación del crecimiento perpendicular a la línea de la sutura y un crecimiento compensador paralelo. Cuando se complica una craneosinostosis es debido al crecimiento del cerebro dentro de una bóveda craneal restringida. 

### Clasificación
La craneosinostosis se clasifica según la forma del cráneo. Estos términos no se refieren a una entidad patológica sino simplemente a una morfología del cráneo.
Simples
- Braquicefalia es el acortamiento del cráneo en dirección anteroposterior. Se ve en la fusión prematura de ambas suturas coronales.
- Escafocefalia presenta un aumento en la longitud del cráneo en el plano sagital con estrechamiento bitemporal. Esto se observa en sinostosis aisladas de la sutura sagital.
- Plagiocefalia es la oblicuidad o aplanamiento asimétrico de un lado del cráneo. Es consecuencia de la sinostosis de una sutura coronal.
- Sinostosis lambdoidea.
- Trigonocefalia es una prominencia en la línea media de la frente. Puede deberse al cierre prematuro de la sutura metópica.

Sindrómicas
- Síndrome de Apert
- Síndrome de Carpenter
- Síndrome de Crouzon
- Síndrome de Muenke
- Síndrome de Pfeiffer
- Síndrome de Saethre-Chotzen

Complejas(asociación de dos o más suturas cerradas)
- Craneosinostosis sin dismorfia
- Acrocefalia u oxicefalia o turricefalia presenta una altura excesiva del cráneo y puede observarse en la pansinostosis.
- Trifilocefalia

## Cuadro clínico
La edad al diagnóstico y la gravedad de la malformación son factores importantes en el cuadro clínico. Las malformaciones pueden verse desde el nacimiento, y se harán más visibles con el crecimiento del cráneo. Dependiendo de las suturas estenosadas hay variedad de hallazgos y sintomatología. El crecimiento del cerebro es muy rápido en el recién nacido y la cranioestenosis ocasiona una limitación al crecimiento cerebral que puede ocasionar trastornos como alteraciones encefalográficas, hipertensión intracraneana y, en menos casos, papiledema.
La sintomatología dependerá del daño ocasionado, del tiempo evolución, de la coexistencia o no de otras malformaciones o síndromes etc. Pueden verse trastornos de la conducta, depresión, etc., en niños no tratados. Algunos síntomas reportados incluyen vómitos, dolor de cabeza, y déficit neurológicos tales como retraso mental y ceguera. Las craneoestenosis afectan secundariamente la posición y forma de las órbitas en casos como trigonocefalia y plagiocefalia, pudiendo tener alteraciones en la visión en forma secundaria.
Las complicaciones incluyen hipertensión intracraneal, atrofia óptica y retraso mental. Puede haber hidrocefalia secundaria a la estenosis generalizada de la base del cráneo.

## Tratamiento
Muchas veces se tiene que operar, para que no se altere el desarrollo del cerebro y éste pueda crecer normalmente. La cirugía reconstructiva ocurre cuando el paciente es aún un bebé y tiende a aliviar la presión al cerebro durante su crecimiento. Es posible que sean necesarias otras cirugías para mejorar la apariencia de la cabeza del niño. La neurocirugía se lleva a cabo generalmente entre los 3 y 6 meses de edad ; es recomendable que sea antes del año de vida del infante.